# Duellen i Firecreek
Duellen i Firecreek (originaltitel: Firecreek) är en amerikansk western-film från 1968 med James Stewart och Henry Fonda i huvudrollerna. Filmen regisserades av Vincent McEveety.

## Handling
Den lilla staden Firecreek har i åratal haft problem med brottslingar och de skottlossningar och andra otrevligheter sådant medför. Under ledning av Johnny Cobb (James Stewart), stadens sheriff, reser sig staden upp och väljer att slåss tillbaka mot trubbelmakarna.

## Rollista (i urval)
- James Stewart
- Henry Fonda
- Inger Stevens
- Gary Lockwood
- Dean Jagger
- Ed Begley
- Jay C. Flippen
- Jack Elam